# Tênis nos Jogos Pan-Americanos

O Tênis é um evento dos Jogos Pan-Americanos desde a primeira edição em 1951, com exceção em 1971.
Ocorre em: simples, masculino e feminino; duplas, masculino e feminino; duplas mistas (começou em 1995); e nas edições de 1991 e 1995 também foi realizado por equipes.

## Resultados

### Simples masculino
| Evento                | Ouro                    | Prata                   | Bronze                  |
| --------------------- | ----------------------- | ----------------------- | ----------------------- |
| Buenos Aires 1951     | ARG Enrique Morea       | ARG Alejo Russell       | MEX Gustavo Palafox     |
| Cidade do México 1955 | USA Arthur Larsen       | ARG Enrique Morea       | CHI Luis Ayala          |
| Chicago 1959          | CHI Luis Ayala          | CAN Robert Bedard       | USA John Douglas        |
| São Paulo 1963        | BRA Ronald Barnes       | MEX Mario Llamas        | MEX Francisco Contreras |
| Winnipeg 1967         | BRA Thomas Koch         | USA Herbert Fitzgibbon  | USA Arthur Ashe         |
| Cali 1971             | Evento não realizado    | Evento não realizado    | Evento não realizado    |
| Cidade do México 1975 | USA Kenneth Walts       | MEX Adolfo González     | PUR Freddy de Jesus     |
| San Juan 1979         | USA Mel Purcell         | CHI Ricardo Acuña       | ECU Andrés Gómez        |
| Caracas 1983          | USA Greg Holmes         | MEX Fernando Pérez      | ARG Carlos Miniussi     |
| Indianápolis 1987     | BRA Fernando Roese      | USA Al Parker           | USA Luke Jensen         |
| Havana 1991           | MEX Luis Herrera        | USA David DiLucia       | BRA Marcelo Saliola     |
| Mar del Plata 1995    | ARG Hernán Gumy         | ARG Javier Frana        | VEN Jimy Szymanski      |
| Winnipeg 1999         | USA Paul Goldstein      | USA Cecil Mamiit        | ARG David Nalbandian    |
| Winnipeg 1999         | USA Paul Goldstein      | USA Cecil Mamiit        | BRA Paulo Taicher       |
| Santo Domingo 2003    | BRA Fernando Meligeni   | CHI Marcelo Ríos        | VEN José de Armas       |
| Santo Domingo 2003    | BRA Fernando Meligeni   | CHI Marcelo Ríos        | USA Alex Kim            |
| Rio de Janeiro 2007   | BRA Flávio Saretta      | CHI Adrián García       | ARG Eduardo Schwank     |
| Guadalajara 2011      | COL Robert Farah        | BRA Rogério Dutra Silva | DOM Víctor Estrella     |
| Toronto 2015          | ARG Facundo Bagnis      | COL Nicolás Barrientos  | USA Dennis Novikov      |
| Lima 2019             | BRA João Menezes        | CHI Tomás Barrios       | ARG Guido Andreozzi     |
| Santiago 2023         | ARG Facundo Díaz Acosta | CHI Tomás Barrios Vera  | BRA Thiago Monteiro     |

### Simples feminino
| Event                 | Ouro                     | Prata                        | Bronze                       |
| --------------------- | ------------------------ | ---------------------------- | ---------------------------- |
| 1951 Buenos Aires     | ARG María Teran de Weiss | ARG Felisa Piedrola de Zappa | Imelda Ramírez               |
| 1955 Cidade do México | Rosa María Reyes         | Yolanda Ramírez              | BRA Ingrid Charlotte Metzner |
| 1959 Chicago          | USA Althea Gibson        | MEX Yolanda Ramirez          | USA Dorothy Knode            |
| 1963 São Paulo        | BRA Maria Esther Bueno   | Yolanda Ramírez              | USA Darlene Hard             |
| 1967 Winnipeg         | MEX Elena Subirats       | USA Patsy Rippy              | USA Jane Albert              |
| 1971 Cali             | evento não ocorreu       | evento não ocorreu           | evento não ocorreu           |
| 1975 Cid. do México   | USA Lele Forood          | BRA Pat Medrado              | CHI L. Musalen               |
| 1979 San Juan         | USA Susan Hagey          | USA Trey Lewis               | MEX María Llamas             |
| 1983 Caracas          | USA Gretchen Rush        | PUR Gigi Fernández           | MEX Heliene Steden           |
| 1987 Indianapolis     | BRA Gisele Miró          | COL Adriana Isaza            | ARG María Méndez             |
| 1987 Indianapolis     | BRA Gisele Miró          | COL Adriana Isaza            | URU Patricia Miller          |
| 1991 Havana           | USA Pam Shriver          | DOM Joelle Schad             | BRA Andréa Vieira            |
| 1995 Mar del Plata    | ARG Florencia Labat      | USA Ann Grossman             | USA Chanda Rubin             |
| 1999 Winnipeg         | VEN María Vento-Kabchi   | USA Tara Snyder              | ARG Mariana Díaz-Oliva       |
| 1999 Winnipeg         | VEN María Vento-Kabchi   | USA Tara Snyder              | USA Alexandra Stevenson      |
| 2003 Santo Domingo    | VEN Milagros Sequera     | USA Sarah Taylor             | PUR Kristina Brandi          |
| 2003 Santo Domingo    | VEN Milagros Sequera     | USA Sarah Taylor             | USA Ansley Cargill           |
| Rio 2007              | VEN Milagros Sequera     | COL Mariana Duque Marino     | ARG Betina Jozami            |
| Guadalajara 2011      | USA Irina Falconi        | PUR Mónica Puig              | USA Christina McHale         |
| Toronto 2015          | COL Mariana Duque Marino | MEX Victoria Rodríguez       | PUR Mónica Puig              |
| Lima 2019             | ARG Nadia Podoroska      | USA Caroline Dolehide        | PAR Veronica Cepede-Royg     |
| Santiago 2023         | BRA Laura Pigossi        | ARG María Carlé              | ARG Julia Riera              |

### Duplas masculinas
| Evento                | Ouro                                          | Prata                                         | Bronze                                              |
| --------------------- | --------------------------------------------- | --------------------------------------------- | --------------------------------------------------- |
| Buenos Aires 1951     | Enrique Morea e Alejo Russell (ARG)           | Carlos Sanhueza e Luiz Ayala (CHI)            | Gustavo Palafox e Anselmo Puente (MEX)              |
| Cidade do México 1955 | Mario Llamas e Gustavo Palafox (MEX)          | Enrique Morea e Alejo Russell (ARG)           | Art Larsen e Edward Moyland (USA)                   |
| Chicago 1959          | Antonio Palafox e Gustavo Palafox (MEX)       | Mario Llamas e Francisco Contreras (ARG)      | Grant Golden e Mike Franks (USA)                    |
| São Paulo 1963        | Ronald Barnes e Carlos Fernandes (BRA)        | Juan Arredondo Chávez e Vicente Zarazúa (MEX) | Iarte Adam e Thomaz Koch (BRA)                      |
| Winnipeg 1967         | Edson Mandarino e Thomas Koch (BRA)           | Marcello Lara e Joaquín Loyo Mayo (MEX)       | Pancho Guzmán e Miguel Olvera (ECU)                 |
| Cali 1971             | O evento não ocorreu                          | O evento não ocorreu                          | O evento não ocorreu                                |
| Cidade do México 1975 | Kenneth Walts e Bruce Manson (USA)            | Adolfo González e Raul Contreras (MEX)        | João Américo Soares Jr. e José Carlos Schmidt (BRA) |
| San Juan 1979         | Andy Kohlberg e Mel Purcell (USA)             | Hector Perez e Ricardo Acuña (CHI)            | Rick Diaz e Ernie Fernández (PUR)                   |
| Caracas 1983          | Eric Lorita e Jon Levine (USA)                | Fernando Pérez Pascal e Jorge Lozano (MEX)    | Inaki Talbo e Carlos Claverie (VEN)                 |
| Indianápolis 1987     | Luke Jenses e Patrcik McEnroe (USA)           | Agustín Moreno e Fernando Pérez Pascal (MEX)  | Fred Thome e Kenneth Thome (CRC)                    |
| Indianápolis 1987     | Luke Jenses e Patrcik McEnroe (USA)           | Agustín Moreno e Fernando Pérez Pascal (MEX)  | Daniel Chavez e Flavio Sical (GUA)                  |
| Havana 1991           | Miguel Nido e Joey Rive (PUR)                 | Gerardo Martinez e Óliver Fernández (MEX)     | Juan Pino e Mario Tabares (CUB)                     |
| Havana 1991           | Miguel Nido e Joey Rive (PUR)                 | Gerardo Martinez e Óliver Fernández (MEX)     | Patrick Baumeler e Tupac Venero (PER)               |
| Mar del Plata 1995    | Javier Frana e Luis Lobo (ARG)                | Juan Bianchi Pacheco e Nicolás Pereira (VEN)  | Mario Pacheco e Ricardo Herrera (MEX)               |
| Winnipeg 1999         | André Sá e Paulo Taicher (BRA)                | Óscar Ortiz e Marco Osorio (MEX)              | Bob Bryan e Mike Bryan (USA)                        |
| Winnipeg 1999         | André Sá e Paulo Taicher (BRA)                | Óscar Ortiz e Marco Osorio (MEX)              | Johnny Romero e Maurice Ruah (VEN)                  |
| Santo Domingo 2003    | Santiago Gonzáles e Alejandro Hernández (MEX) | Adrián Garcia e Marcelo Rios (CHI)            | Cristian Villagrán e Carlos Berlocq (ARG)           |
| Santo Domingo 2003    | Santiago Gonzáles e Alejandro Hernández (MEX) | Adrián Garcia e Marcelo Rios (CHI)            | Jeff Morrison e Alex Bogomolov Jr. (USA)            |
| 2007 Rio de Janeiro   | Eduardo Schwank e Horacio Zeballos (ARG)      | Adrián Garcia e Jorge Aguilar (CHI)           | Santiago Gonzáles e Victor Romero (MEX)             |
| 2011 Guadalajara      | Juan Sebastián Cabal e Robert Farah (COL)     | Júlio César Campozano e Roberto Quiroz (ECU)  | Nicholas Monroe e Greg Ouelette (USA)               |
| 2015 Toronto          | Nicolás Jarry e Hans Podlipnik (CHI)          | Guido Andreozzi e Facundo Bagnis (ARG)        | Gonzalo Escobar e Emilio Gómez (ECU)                |
| 2019 Lima             | Gonzalo Escobar e Emilio Gómez (ECU)          | Guido Andreozzi e Facundo Bagnis (ARG)        | Sergio Galdós e Juan Pablo Varillas (PER)           |
| Santiago 2023         | Gustavo Heide e Marcelo Demoliner (BRA)       | Tomás Barrios Vera e Alejandro Tabilo (CHI)   | Nick Hardt e Roberto Cid Subervi (DOM)              |

### Duplas femininas
| Event                 | Ouro                                                  | Prata                                                  | Bronze                                              |
| --------------------- | ----------------------------------------------------- | ------------------------------------------------------ | --------------------------------------------------- |
| 1951 Buenos Aires     | María Teran de Weiss e Felisa Piedrola de Zappa (ARG) | Hilde Heyn e Imelda Ramirez (MEX)                      | Helena Stark e Sylvia Villari (BRA)                 |
| 1955 Cidade do México | Rosa María Reyes e Esther Reyes (MEX)                 | Edna Buding e Graciela Lombardi (ARG)                  | Ingrid Charlotte Metzner e Maria Esther Bueno (BRA) |
| 1959 Chicago          | Yolanda Ramírez e Rosa María Reyes (MEX)              | Althea Gibson e Karol Fageros (USA)                    | Maria Hernández e Imelda Ramirez (MEX)              |
| 1963 São Paulo        | Darlene Hard e Carole Caldwell (USA)                  | Maria Esther Bueno e Maureen Schwartz (BRA)            | Yolanda Ramírez e Elena Subirats                    |
| 1967 Winnipeg         | Jane Albert e Patsy Rippy (USA)                       | Eugenia Guzman e Ana Icaza (ECU)                       | Faye Urbanand e Vicki Berner (CAN)                  |
| 1971 Cali             | evento não ocorreu                                    | evento não ocorreu                                     | evento não ocorreu                                  |
| 1975 Cidade do México | Sandra Stap e Stephanie Tolleson (USA)                | Maria Cristina Andrade e Wanda Bustamante Ferraz (BRA) | Iluminada Concepción e Martha Dominguez (CUB)       |
| 1979 San Juan         | Ann Henricksson e Susan Hagey (USA)                   | Nicole Marvis e Hélène Pelletier (CAN)                 | Gigi Fernández e Crissy Gonzalez (PUR)              |
| 1983 Caracas          | Gretchen Rush e Louise Allen (USA)                    | Gigi Fernández e Marilda Julia (PUR)                   | Claudia Hernández e Alejandra Vallejo (MEX)         |
| 1987 Indianápolis     | Sonia Hahn e Ronni Reis (USA)                         | Maria Mendez e Andrea Tiezzi (ARG)                     | Lucila Becerra e Claudia Hernández (MEX)            |
| 1987 Indianápolis     | Sonia Hahn e Ronni Reis (USA)                         | Maria Mendez e Andrea Tiezzi (ARG)                     | Marilda Julia e Emilie Viqueira (PUR)               |
| 1991 Havana           | Pam Shriver e Donna Faber (USA)                       | Andrea Vieira e Claudia Chabalgoity (BRA)              | Paula Cabezas e Paulina Sepúlveda (CHI)             |
| 1991 Havana           | Pam Shriver e Donna Faber (USA)                       | Andrea Vieira e Claudia Chabalgoity (BRA)              | Aránzazu Gallardo e Isabela Petrov (MEX)            |
| 1995 Mar del Plata    | Mercedes Paz e Patricia Tarabini (ARG)                | Ann Grossman e Chanda Rubin (USA)                      | Andrea Vieira e Luciana Camargo Tella (BRA)         |
| 1995 Mar del Plata    | Mercedes Paz e Patricia Tarabini (ARG)                | Ann Grossman e Chanda Rubin (USA)                      | Lucila Becerra e Xóchitl Escobedo (MEX)             |
| 1999 Winnipeg         | Joana Cortez e Vanessa Menga (BRA)                    | Barbara Castro Díaz e Paula Cabezas (CHI)              | Mariana Díaz-Oliva e Clarisa Fernández (ARG)        |
| 1999 Winnipeg         | Joana Cortez e Vanessa Menga (BRA)                    | Barbara Castro Díaz e Paula Cabezas (CHI)              | Renata Kolbovic e Aneta Soukup (CAN)                |
| 2003 Santo Domingo    | Bruna Colósio e Joana Cortez (BRA)                    | Kristina Brandi e Vilmarie Castellvi (PUR)             | Yamile Fors e Yanet Núñez (CUB)                     |
| 2003 Santo Domingo    | Bruna Colósio e Joana Cortez (BRA)                    | Kristina Brandi e Vilmarie Castellvi (PUR)             | Karin Palme e Melissa Torres (MEX)                  |
| 2007 Rio de Janeiro   | Betina Jozami e Jorgelina Cravero (ARG)               | Mariana Duque Marino e Karen Castiblanco (COL)         | Teliana Pereira e Joana Cortez (BRA)                |
| 2011 Guadalajara      | María Irigoyen e Florencia Molinero (ARG)             | Irina Falconi e Christina McHale (USA)                 | Catalina Castaño e Mariana Duque (COL)              |
| 2015 Toronto          | Gabriela Dabrowski e Carol Zhao (CAN)                 | Victoria Rodríguez e Marcela Zacarías (MEX)            | María Irigoyen e Paula Ormaechea (ARG)              |
| 2019 Lima             | Usue Arconada e Caroline Dolehide (USA)               | Veronica Cepede-Royg e Montserrat Gonzales (PAR)       | Carolina Meligeni Alves e Luisa Stefani (BRA)       |
| Santiago 2023         | Laura Pigossi e Luisa Stefani (BRA)                   | María Herazo González e María Paulina Pérez (COL)      | María Carlé e Julia Riera (ARG)                     |

### Duplas mistas
| Evento                | Ouro                                                | Prata                                                       | Bronze                                            |
| --------------------- | --------------------------------------------------- | ----------------------------------------------------------- | ------------------------------------------------- |
| Buenos Aires 1951     | Imelda Ramírez e Gustavo Palafox MEX México         | ARG Argentina                                               | ARG Argentina                                     |
| Cidade do México 1955 | Yolanda Ramírez e Gustavo Palafox MEX México        | ARG Argentina                                               | ARG Argentina                                     |
| Chicago 1959          | Yolanda Ramírez e Gustavo Palafox MEX México        | BRA Brasil                                                  | USA Estados Unidos                                |
| São Paulo 1963        | Yolanda Ramírez e Francisco Contreras MEX México    | Thomaz Koch e Maria Esther Bueno BRA Brasil                 | USA Estados Unidos                                |
| Winnipeg 1967         | Jane Albert e Arthur Ashe USA Estados Unidos        | MEX México                                                  | ECU Equador                                       |
| Cali 1971             | Evento não realizado                                | Evento não realizado                                        | Evento não realizado                              |
| Cidade do México 1975 | Lele Forood e Hank Pfister USA Estados Unidos       | PUR Porto Rico                                              | MEX México                                        |
| San Juan 1979         | Marlin Noriega e Juan Boveda VEN Venezuela          | USA Estados Unidos                                          | MEX México                                        |
| Caracas 1983          | Nuria Alasia e Iñaki Calvo VEN Venezuela            | MEX México                                                  | USA Estados Unidos                                |
| Indianápolis 1987     | Lucila Becerra e Gilberto Cicero MEX México         | ARG Argentina                                               | Fernando Roese e Gisele Miró BRA Brasil           |
| Indianápolis 1987     | Lucila Becerra e Gilberto Cicero MEX México         | ARG Argentina                                               | CUB Cuba                                          |
| Havana 1991           | Pam Shriver e David DiLucia USA Estados Unidos      | William Kyriakos Junior e Claudia Chabalgoity BRA Brasil    | DOM República Dominicana                          |
| Havana 1991           | Pam Shriver e David DiLucia USA Estados Unidos      | William Kyriakos Junior e Claudia Chabalgoity BRA Brasil    | PUR Porto Rico                                    |
| Mar del Plata 1995    | Shaun Stafford e Jack Waite USA Estados Unidos      | ARG Argentina                                               | CUB Cuba                                          |
| 1999-2007             | Evento não realizado                                | Evento não realizado                                        | Evento não realizado                              |
| Guadalajara 2011      | Ana Paula de la Peña e Santiago González MEX México | Andrea Koch Benvenuto e Guillermo Rivera-Aránguiz CHI Chile | Ana Clara Duarte e Rogério Dutra Silva BRA Brasil |
| Toronto 2015          | María Irigoyen e Guido Andreozzi (ARG)              | Gabriela Dabrowski e Philip Bester (CAN)                    | Verónica Cepede Royg e Diego Galeano (PAR)        |
| Lima 2019             | Alexa Guarachi e Nicolás Jarry (CHI)                | Noelia Zeballos e Federico Zeballos (BOL)                   | Anastasia Iamachkine e Sergio Galdos (PER)        |
| Santiago 2023         | Yuliana Lizarazo e Nicolás Barrientos (COL)         | Luisa Stefani e Marcelo Demoliner (BRA)                     | Martina Capurro e Facundo Díaz Acosta (ARG)       |

### Por equipes masculinas
| Evento             | Ouro                                                     | Prata          | Bronze             |
| ------------------ | -------------------------------------------------------- | -------------- | ------------------ |
| Havana 1991        | BRA Brasil Marcelo Saliola Nelson Aerts William Kyriakos | PUR Porto Rico | CHI Chile          |
| Havana 1991        | BRA Brasil Marcelo Saliola Nelson Aerts William Kyriakos | PUR Porto Rico | CUB Cuba           |
| Mar del Plata 1995 | ARG Argentina                                            | URU Uruguai    | CHI Chile          |
| Mar del Plata 1995 | ARG Argentina                                            | URU Uruguai    | USA Estados Unidos |

### Por equipes femininas
| Evento             | Ouro                                                     | Prata         | Bronze             |
| ------------------ | -------------------------------------------------------- | ------------- | ------------------ |
| Havana 1991        | BRA Brasil Andrea Vieira Claudia Chabalgoity Gisele Miró | VEN Venezuela | CHI Chile          |
| Havana 1991        | BRA Brasil Andrea Vieira Claudia Chabalgoity Gisele Miró | VEN Venezuela | CUB Cuba           |
| Mar del Plata 1995 | ARG Argentina                                            | CHI Chile     | BRA Brasil         |
| Mar del Plata 1995 | ARG Argentina                                            | CHI Chile     | USA Estados Unidos |

## Medal table
Atualizado até os resultados dos Jogos Pan-Americanos de 2023
| Posição | Nação                |    |    |     | Total |
| ------- | -------------------- | -- | -- | --- | ----- |
| 1       | Estados Unidos       | 27 | 14 | 22  | 63    |
| 2       | Brasil               | 18 | 8  | 16  | 42    |
| 3       | Argentina            | 17 | 14 | 17  | 51    |
| 4       | México               | 14 | 20 | 17  | 51    |
| 5       | Venezuela            | 5  | 2  | 6   | 13    |
| 6       | Colômbia             | 4  | 5  | 1   | 10    |
| 7       | Chile                | 3  | 13 | 7   | 23    |
| 8       | Porto Rico           | 1  | 6  | 7   | 14    |
| 9       | Canadá               | 1  | 3  | 2   | 6     |
| 10      | Equador              | 1  | 2  | 4   | 7     |
| 11      | República Dominicana | 0  | 1  | 3   | 4     |
| 11      | Paraguai             | 0  | 1  | 2   | 3     |
| 13      | Uruguai              | 0  | 1  | 1   | 2     |
| 14      | Bolívia              | 0  | 1  | 0   | 1     |
| 15      | Cuba                 | 0  | 0  | 8   | 8     |
| 16      | Peru                 | 0  | 0  | 3   | 3     |
| 17      | Guatemala            | 0  | 0  | 1   | 1     |
| 17      | Costa Rica           | 0  | 0  | 1   | 1     |
| Total   | Total                | 86 | 86 | 113 | 285   |